# 中標津町営野球場
中標津町営野球場（なかしべつちょうえいやきゅうじょう）は、北海道標津郡中標津町にある野球場。

## 施設概要
- グラウンド面積：9,915m2
- 両翼：98m 中堅112m
- 内野：クレー舗装 外野：天然芝
- 収容人員：10,600人（内野:600人、外野:10,000人）
- 照明：6基
- スコアボード：手動式